# Koolhoven F.K.52
Koolhoven F.K.52 —  голландский  двухместный многоцелевой самолёт-биплан, разработанный в 1930-х годах компанией Koolhoven. В силу различных обстоятельств, всего было выпущено лишь 6 машин. Два самолёта служили в ВВС Финляндии.

## История
Компания N.V. Koolhoven Vliegtuigen, возглавляемая Фредериком Колховеном, в середине 1930-х годов, разработала двухместную машину, предназначенную для замены Fokker C.V. В связи с бурным развитием авиации характеристики F.K.52 успели стать недостаточными уже на стадии проектирования.
Прототип был оснащён звездообразным двигателем Bristol Mercury VI-S мощностью 645 л.с. Опытный образец совершил свой первый полет 9 февраля 1937 года. В марте самолету был присвоен гражданский номер PH-AMZ. 11 августа того же года самолет был потерян в результате аварии.
Второй самолет, с более мощным 730-сильным мотором Bristol Mercury VIII, получивший обозначение PH-ASW, поднялся в воздух 5 мая 1938 года. Его оперение было несколько изменено. 3 июня 1938 года взлетела третья машина, PH-ASX.
ВВС Нидерландов, полагавшие модель F.K.52 устаревшей, не стали заказывать самолёт. Дополнительно построенные машины PH-ASY, PH-ASZ, PH-ATA с 840-сильными Bristol Mercury VIII, (по другим данным Wright Cyclone GR-1820 G-3) оставались непроданными. В ноябре 1937 года компания Колховен предложила поставить 5 самолетов для польской морской авиации, но получила отказ, поскольку Польша планировала заказать куда более мощные CANT Z.506. (в итоге, из 6 заказанных 28 августа успел поступить 1, уничтоженный 11 сентября при налёте).
Возможность покупки в начале 1939 года рассматривала и республиканская Испания но после победы националистов и окончания гражданской войны заказ был отменён.
В конце 1939 года, с началом Второй мировой войны и ухудшением международной обстановки, ВВС Нидерландов возобновили закупку FK-52, заказав серию из 36 машин. Ни одна из них так и не была достроена из-за начавшегося 10 мая 1940 года немецкого вторжения в Нидерланды, в первый же день которого был разбомблен завод в  Ваальхавен. В одном из последующих налётов были уничтожены хранившиеся в ящиках на заводе PH-ASY, PH-ASZ, PH-ATA.

## Применение
Сын шведского барона Эрика фон Розена подарившего финским ВВС в 1918 году их первый самолёт, Карл Густав фон Розен, участвовал добровольцем в Зимней войне. Будучи командирован в Нидерланды для содействия в передаче самолёта Koolhoven F.K.49, он искал возможность приобретения другой техники и, среди прочего, нашёл 2 F.K.52 и 1 транспортный Douglas DC-2. Когда необходимые средства были перечислены из Швеции самолёты PH-ASW и PH-ASX отправились в середине января 1940 года из Нидерландов сперва в Швецию, а затем и в Финляндию.
В январе-феврале 1940 года на государственном авиазаводе Valtion lentokonetehdas на них был произведен произведен мелкий ремонт и окраска, а также установлены подвески для двух бомб массой 50-100 кг, кислородное оборудование, радиоприёмники, и крепления для фотоаппаратуры. В конце февраля они были переданы 36-й эскадрилье в Мальми.
В финских ВВС они получили бортовые номера КО-129 и КО-130 и уже в начале марта 1940 года летали на разведку в районах Виролахти, Котка, Суурсаари, Лавансаари. За оставшиеся дни войны самолёты совершили около 15 боевых вылетов. Оба они были неоднократно повреждены огнём противника.
Во время перемирия самолёт использовался для обучения стрельбе и бомбометанию. На машинах устанавливались подвески для 12,5–25 кг бомб и бронеспинка (у пилота).
В начале «войны-продолжения» в августе 1941 года самолеты использовались эскадрильей LeLv 6 в районе Ханко. КО-130, отправленный 16 августа для сброса агитационных листовок над советской военно-морской базой, отклонился к югу, заблудился и, совершая вынужденную посадку в 70-80 км к югу от Таллинна, разбился. Оба члена экипажа погибли. Эстонские «лесные братья» сожгли самолет и похоронили экипаж близ деревни Велизе.
Второй самолёт, KO-129 продолжал свои разведывательные полёты, а затем в сентябре передан в 16-ю эскадрилью, где почти не использовался. К зиме на него были установлены лыжи от Fokker C.X и в одном из полётов с аэродрома Хирвас получил незначительные повреждения. Почти всё лето 1942 года самолёт стоял на окраине аэропорта Янислинна (Петрозаводск), а затем в сентябре был приписан к учебному авиаотряду в Каухаве, где в феврале 1943 года вновь потерпел аварию (к северу от деревни Пернаа) и был полностью разрушен. Выпрыгнувший с парашютом пилот выжил. 
Несмотря на неплохие пилотажные данные, самолёт Koolhoven F.K.52 из-за особенностей поведения при посадке получил у финских пилотов прозвище Kolho ("неуклюжий"). Общий налёт F.K.52 в ВВС Финляндии составил около 470 часов.

## Эксплуатанты
Нидерланды
- ВВС Нидерландов

 Финляндия
- ВВС Финляндии 2 самолёта, KO-129 и KO-130

## Тактико-технические характеристики (F.K.52)

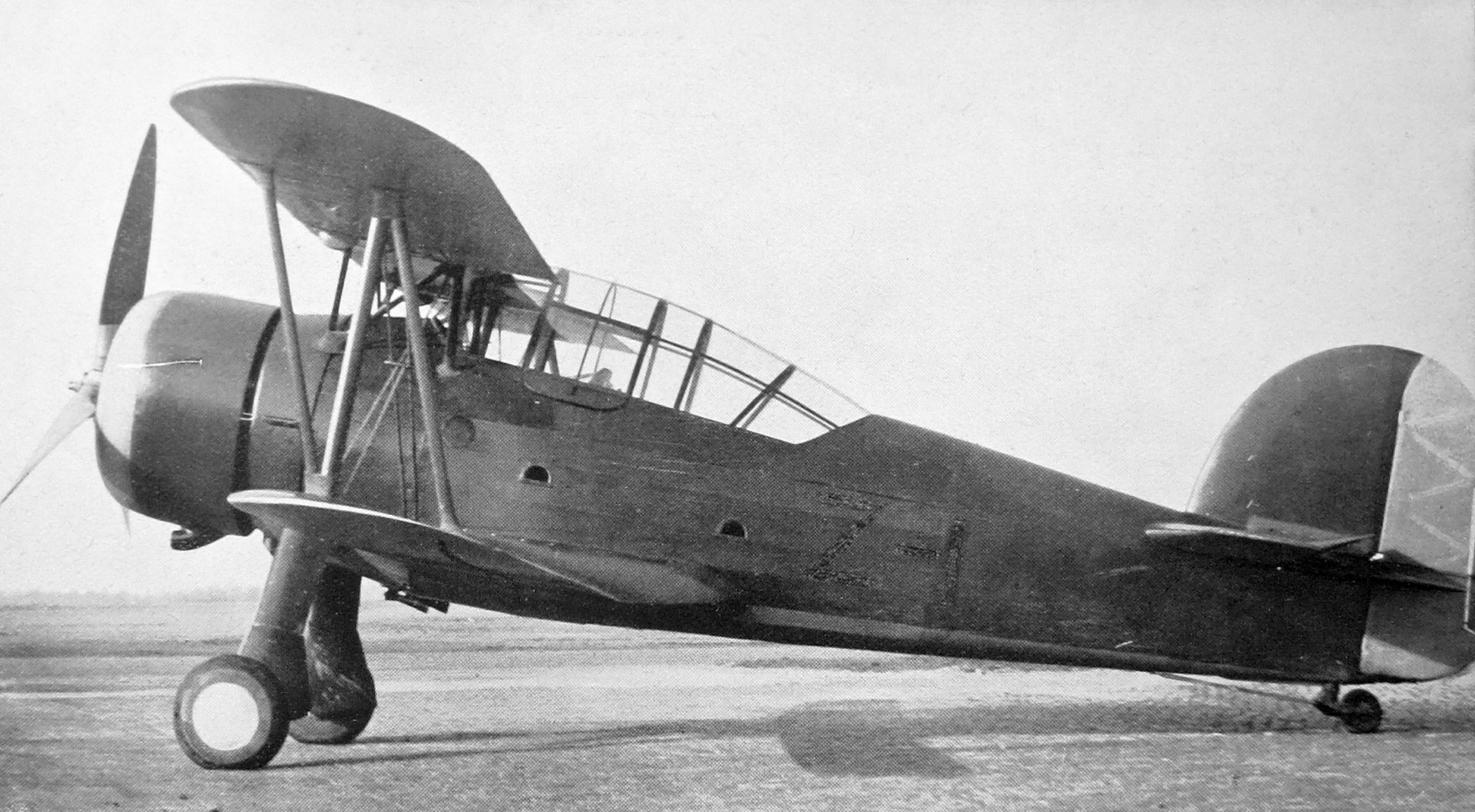
Koolhoven F.K. 52

Источник данных: Syöksypommittajat

Технические характеристики
- Экипаж: 2
- Длина: 8,25 м
- Размах крыла: 9,8 м
- Высота: 3,3 м
- Площадь крыла: 28,4 м² (обоих крыльев)
- Масса пустого: 1 650 кг
- Максимальная взлётная масса: 2 500 кг
- Масса топлива во внутренних баках: ? 550 л.
- Силовая установка: 1 × 9-цилиндровый воздушного охлаждения Bristol Mercury VIII

- Воздушный винт: трёхлопастный, изменяемого шага

Лётные характеристики
- Максимальная скорость: 380 км/ч
- Крейсерская скорость: 330 км/ч
- Практическая дальность: 1 130 км
- Практический потолок: 9 800 м
- Нагрузка на крыло: 79,3 кг/м²

Вооружение
- Стрелково-пушечное: 2 × 7,7-мм крыльевых пулемёта FN-Browning M.36 и 1 пулемёт L-33/34 у летнаба
- Бомбы: 150 кг